# Rana (Nordland)

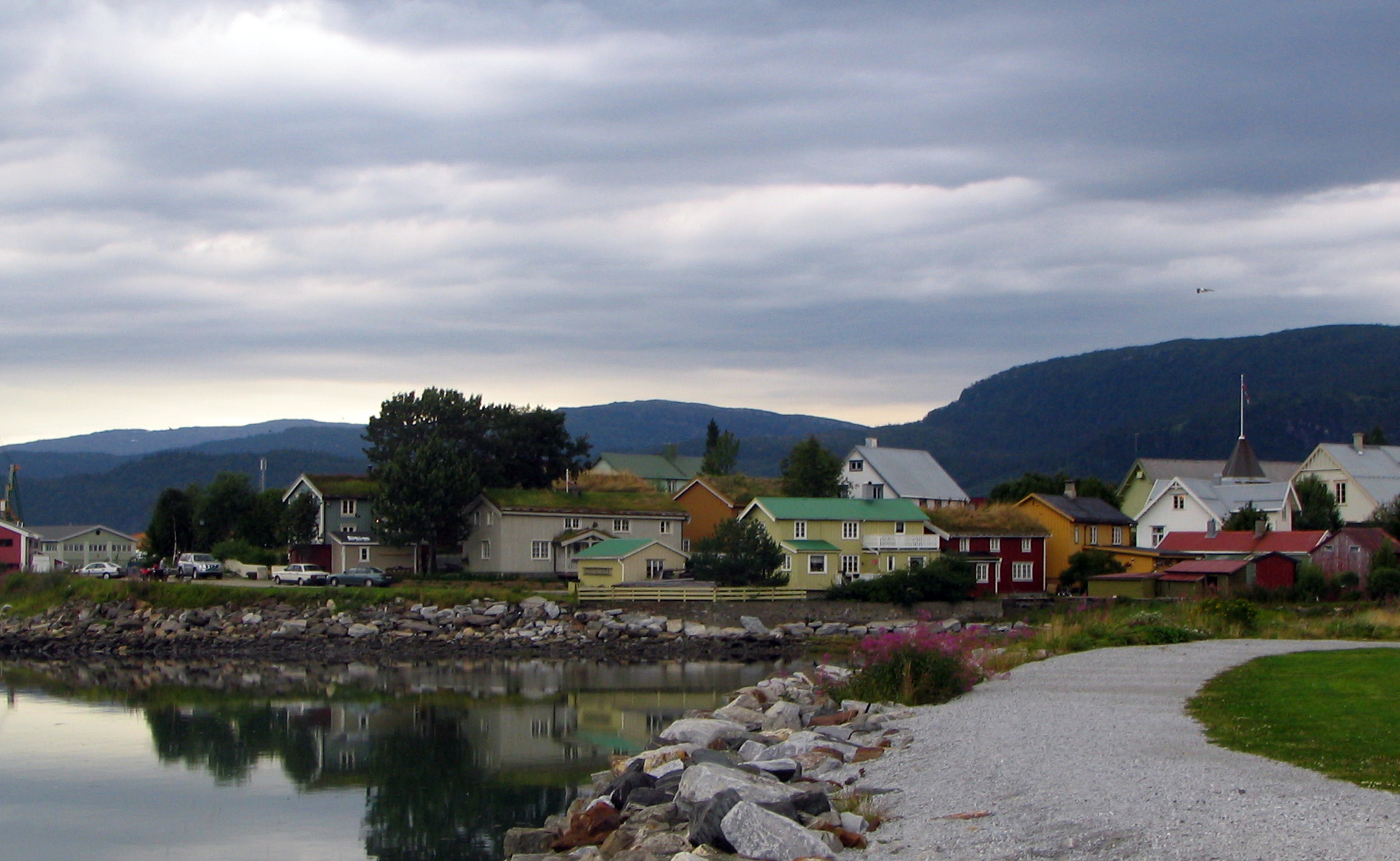
Moholmen in Mo i Rana

Rana ist eine Kommune im norwegischen Fylke Nordland. Die Kommune hat 25.927 Einwohner (Stand: 1. Januar 2025). Verwaltungssitz ist die Ortschaft Mo i Rana.

## Geografie
Die Gemeinde grenzt an Lurøy im Westen, Rødøy und Meløy im Nordwesten, Beiarn und Saltdal im Norden, im Osten und Südosten an Schweden, im Süden an Hemnes sowie im Südwesten an Leirfjord und Nesna. Rana deckt somit den Bereich von der Küste im Westen bis an die schwedische Grenze im Osten ab. Sie ist die flächenmäßig viertgrößte Kommune Norwegens und die größte außerhalb der nördlichsten Provinz Finnmark.
Das Terrain der Gemeinde ist bergig, nur etwa 15 Prozent der Gemeinde liegen auf einer Höhe von unter 300 moh. Dies ist vor allem am Küstenbereich entlang des Ranfjords und in einigen Tälern der Fall. Die höchste Erhebung ist die Snøtinden im Nordosten mit einer Höhe von 1594,5 moh. Sie gehört zum Gletschergebiet Svartisen und somit zum Nationalpark Saltfjellet-Svartisen-Nationalpark. Durch das größte Tal der Kommune, dem Dunderlandsdalen, fließt der Fluss Ranelva, der bei Mo i Rana ins Meer mündet. Parallel zu ihm verlaufen wichtige Verkehrsverbindungen.
Größere Seen sind unter anderem das Storakersvatnet, der nach Schweden reichende Stausee Umbukta, das Kallvatnet (samisch: Gaallajaevrie) sowie das Langvatnet. Durch den nördlichen Teil Ranas verläuft der nördliche Polarkreis, der Großteil des Gemeindeareals liegt jedoch südlich davon.

## Einwohner
Die Einwohner verteilen sich hauptsächlich auf das Gebiet rund um den inneren Abschnitt des Ranfjords. In der Gemeinde liegen mehrere sogenannte Tettsteder, also mehrere Ansiedlungen, die für statistische Zwecke als eine städtische Siedlung gewertet werden. Diese sind Mo i Rana mit 18.755, Storforshei mit 585, Hauknes mit 2101 und Alternes mit 215 Einwohnern (Stand: 1. Januar 2024).
Die Einwohnerzahlen wuchsen bedingt durch den industriellen Ausbau nach 1945 stark an und es kam seit 1950 zu einer Verdopplung der Anzahl an Einwohnern.
Die Einwohner der Gemeinde werden Ranværing genannt. Rana hat wie viele andere Kommunen der Provinz Nordland weder Nynorsk noch Bokmål als offizielle Sprachform, sondern ist in dieser Frage neutral.
| Jahr          | 1986   | 1990   | 1995   | 2000   | 2005   | 2010   | 2015   | 2020   | 2025   |
| ------------- | ------ | ------ | ------ | ------ | ------ | ------ | ------ | ------ | ------ |
| Einwohnerzahl | 25.219 | 24.646 | 25.150 | 25.255 | 25.320 | 25.282 | 26.078 | 26.184 | 25.927 |

## Geschichte
Rana liegt im Siedlungsgebiet der Samen, ab etwa 1500 begannen hier auch andere Völker zu siedeln. Mo entwickelte sich ab dem 18. Jahrhundert zu einem bedeutenden Handelszentrum, das unter anderem auch im starken Kontakt mit Schweden war. Zudem entwickelte sich das Gebiet durch den Betrieb von Bergwerken wirtschaftlich weiter. Während des Zweiten Weltkriegs starben am Berg Saltfjellet zahlreiche jugoslawische Kriegsgefangene.
Im Jahr 1923 wurde Mo i Rana eine eigenständige Stadtkommune. Die Kommune Rana wurde schließlich im Jahr 1964 bei der Zusammenlegung von Nord-Rana, Mo und Teilen der Gemeinden Nesna und Sør-Rana gegründet. Mo verlor dabei ihren Stadtstatus, den sie aber 1997 wieder erlangte.

## Wirtschaft und Infrastruktur

### Verkehr
Durch Rana führt in Nord-Süd-Richtung die Europastraße 6 (E6) und in Ost-West-Richtung die Europastraße 12 (E12). Die beiden Straßen kreuzen sich bei Mo i Rana. Parallel zur E6 verlaufen die Schienen der Nordlandsbanen. Der Bahnhof in Mo i Rana wurde im März 1942 in Betrieb genommen. Etwas nördlich der Stadt liegt der Flughafen Mo i Rana, Røssvoll.

### Wirtschaft
Rana gilt als die wichtige Industriegemeinde der Provinz Nordland. Ab den 1860er-Jahren wurden hier in Gruben Mineralien abgebaut. Auf Beschluss des norwegischen Nationalparlaments Storting aus dem Jahre 1946 wurde ein staatliches Eisenwerk in Mo i Rana aufgebaut. Grund hierfür war die Nähe zum Eisenerzvorkommen und die hier mögliche Stromerzeugung an Wasserkraftwerken. Die Produktion startete schließlich im Jahr 1955, 1964 kam ein staatliches Kokswerk hinzu. Durch einen Stortingsbeschluss aus dem Jahr 1988 wurden die beiden Betriebe geschlossen und auf dem Bereich des Eisenwerkes wurde ein Industriegelände mit mehreren Betrieben etabliert. Dort liegt auch eine Abteilung der Forschungsorganisation SINTEF. Die Metallindustrie stellt weiterhin einen wichtigen Zweig der industriellen Produktion in Rana dar.
Die Agrarwirtschaft wird durch die fruchtbaren Böden begünstigt. Vor allem die Rinder- und Schafhaltung sind weit verbreitet, es werden außerdem Kartoffeln und Gemüse angebaut. Auch die Forstwirtschaft ist von Bedeutung, die Fischerei hingegen weniger. In Rana befinden sich mehrere Wasserkraftwerke, die die Kommune zu einem wichtigen Stromproduzenten machen. Das 1968 in Betrieb genommene Rana kraftverk nutzt eine Fallhöhe von etwa 520 Metern und hat eine Jahresproduktion von durchschnittlich 2153 GWh.
Unter anderem als Kompensation für die Schließung der Industriewerke wurden in der Gemeinde staatliche Institutionen angesiedelt. So befindet sich unter anderem auch eine Abteilung der Nasjonalbiblioteket in Mo i Rana. In Mo i Rana wird die Tageszeitung Rana Blad veröffentlicht.
Im Jahr 2019 arbeiteten laut einer Statistik des Statistisk sentralbyrå von 13008 Menschen 11969 in Rana selbst, nur ein geringer Anteil der Bevölkerung war in anderen Gemeinden tätig. Insgesamt gab es in dem Jahr mehr Arbeitsplätze als Arbeitnehmer in der Gemeinde.

## Kultur und Sehenswürdigkeiten
In der Kommune liegen mehrere Kirchen, unter anderem die Mo kirke, eine Holzkirche aus dem Jahr 1724. Die Gruben kirke wurde 1965 errichtet, die Ytteren kirke im Jahr 1977. In Mo i Rana liegt das Rana-Museum, eine Abteilung des Helgeland-Museums. Ein weiteres Museum ist das Freichlichmuseum Stenneset, das etwas außerhalb liegt. In der Stadt liegen außerdem das Nordland Teater und das südsamische Theater Åarjelhsaemien Teatere.
Häufig besuchte Orte in der Natur sind der Saltfjellet-Svartisen-Nationalpark sowie die Grønligrotta, eine von über 100 Höhlen in der Kommune.

## Wappen und Name
Das seit 1965 offizielle Wappen ist in Grün und Gold schräglinks geteilt. Es soll den Wald und die Mineralien darstellen.
Der Ursprung des Namens „Rana“, der vom Namen des Flusses auf die Gemeinde und die Landschaft überging, ist nicht gesichert.

## Persönlichkeiten
- Hal Nerdal (1927–2023), Nordischer Kombinierer
- Bjørn Alterhaug (* 1945), Jazzbassist und Komponist
- Guttorm Guttormsen (* 1950), Jazzmusiker
- Tom Sandberg (* 1955), Nordischer Kombinierer
- Trond Sollied (* 1959), Fußballspieler und -trainer
- Elin Nilsen (* 1968), Skilangläuferin
- Kenneth Braaten (* 1974), Nordischer Kombinierer
- Jan Egil Andresen (* 1978), Skilangläufer
- Kristin Størmer Steira (* 1981), Skilangläuferin
- Kirsti Bergstø (* 1981), Politikerin
- Karianne Bjellånes (* 1986), Skilangläuferin
- Lisa-Marie Karlseng Utland (* 1992), Fußballspielerin
- Emilie Ågheim Kalkenberg (* 1997), Biathletin